# 여왕

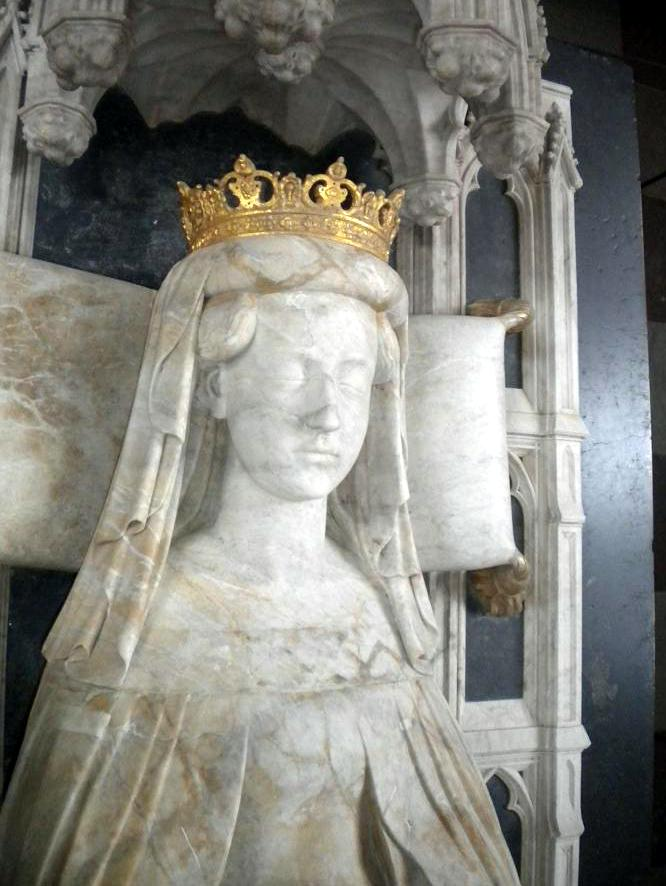
마르그레테 1세

여왕(女王, 영어: queen regnant, 문화어: 녀왕)은 왕국에서 성별이 여성인 군주를 가리키는 칭호이다. 참고로 여주(女主)라는 용어도 여왕을 가르키기도 한다.

## 같이 보기
- 군주
- 여제
- 라니
- 마하라자
- 자민다르